# Liste der Klöster in Thüringen
Die Liste der Klöster in Thüringen enthält bestehende und ehemalige Klöster, Stifte, Kommenden und Kommunitäten im Gebiet des heutigen Freistaats Thüringen.

## Bestehende Klöster

### Ökumenisch
- Priorat Sankt Wigberti, Werningshausen, seit 1987

### Römisch-katholisch

#### Frauenorden
- Thuiner Franziskanerinnen Dingelstädt
- Magladenerinnenkloster Erfurt
- Ursulinenkloster Erfurt
- Kongregation der Schwestern vom Guten Hirten Erfurt
- Schönstätter Marienschwestern Friedrichroda und Heilbad Heiligenstadt
- Kleine Schwestern Jesu-Kloster Gräfentonna
- Heiligenstädter Schulschwestern Heilbad Heiligenstadt und Schimberg
- Vinzentinerinnenkloster Heilbad Heiligenstadt
- Society of Kristudasis  St. Johannesstift Ershausen

#### Männerorden
- Augustinerkonvent Erfurt
- Redemptoristenkloster St. Klemens Heilbad Heiligenstadt
- Franziskanerkloster Hülfensberg
- Salesianer Don Boscos Heilbad Heiligenstadt

### Orthodox
- Kloster St. Gabriel Altenbergen

## Ehemalige Klöster

### Dom- und Kollegiatstifte

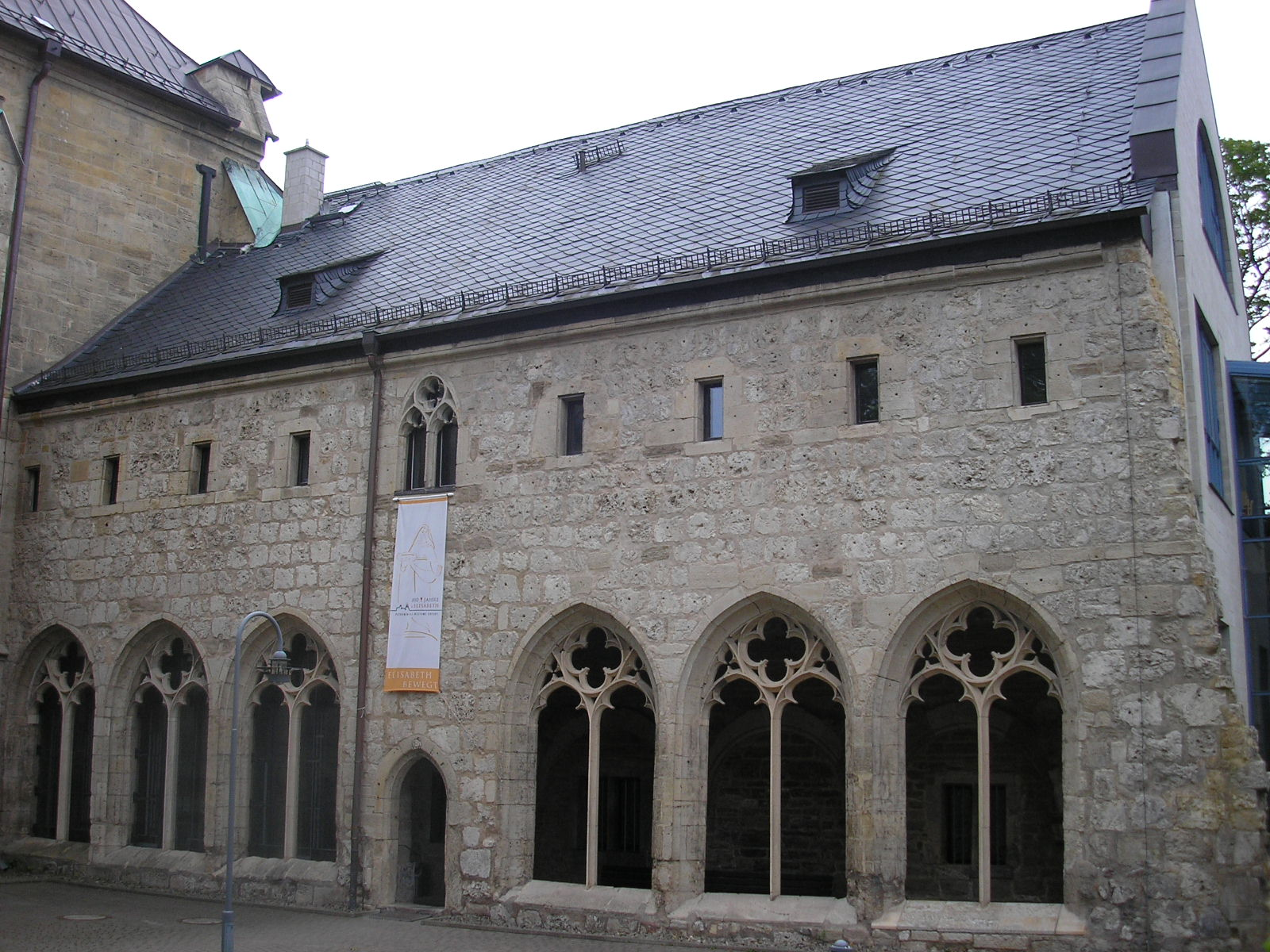
Kanonissenstift am Dom zu Nordhausen

- Domstift Erfurt
- Georgenstift Altenburg
- Petersstift Bergsulza
- Stift St. Peter und Paul Dorla
- Brunnenstift Erfurt
- Marienstift Erfurt
- Petersstift Erfurt
- Severistift Erfurt
- Chorherrenstift Ettersburg
- Martinsstift Heiligenstadt
- Chorherrenstift Hildburghausen
- Chorherrenstift Jechaburg
- Chorherrenstift Langensalza
- Kreuzstift Nordhausen
- Petersstift Ohrdruf
- Chorherrenstift Römhild
- Petersstift Saalfeld
- Chorherrenstift Schleusingen
- Chorherrenstift Schmalkalden

### Kanonissenstift
- Kreuzstift  Nordhausen

### Augustiner-Chorfrauen
- St.-Jakob-Kloster Creuzburg
- Neuwerkkloster Erfurt
- Heiliggeistkloster Erfurt

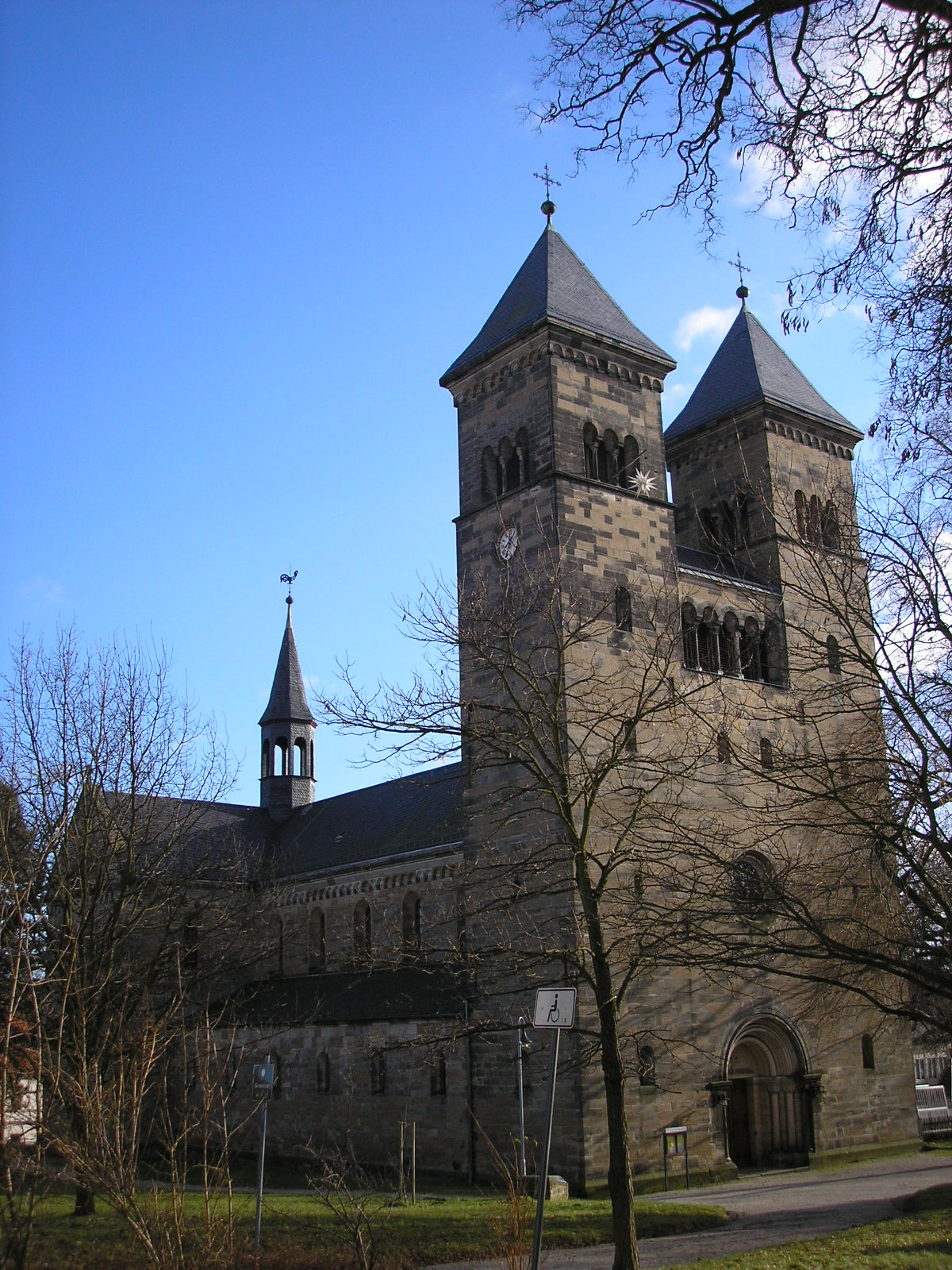
Bad Klosterlausnitz

- Augustiner-Chorfrauenstift Lausnitz
- Augustiner-Chorfrauenstift Münchenlohra
- Augustiner-Chorfrauenstift Roßleben

### Augustiner-Chorherren

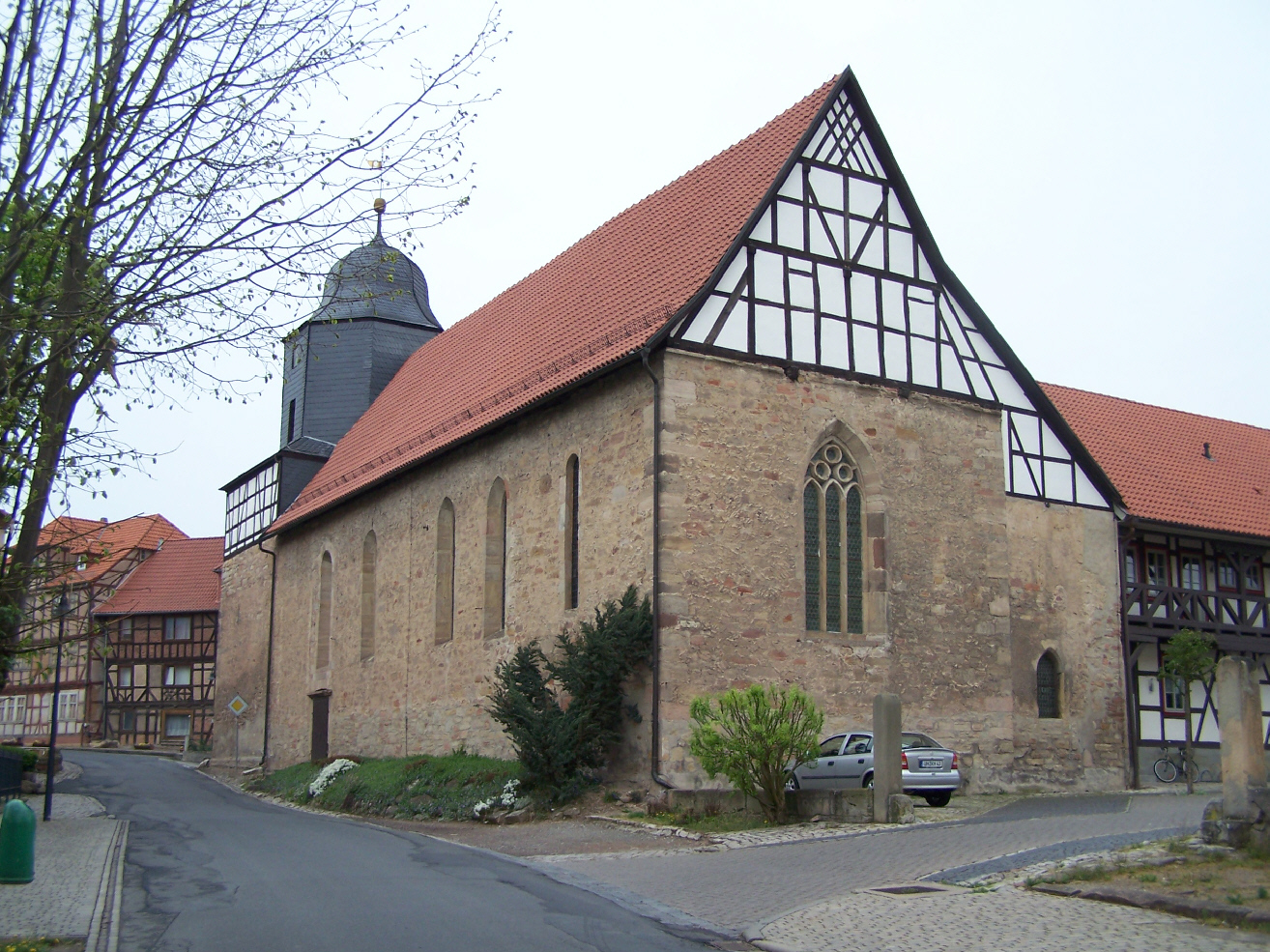
Großburschla

- Augustinerchorherrenstift St. Marien (Bergerkloster) Altenburg
- Marienstift Eisenach
- Augustiner-Chorherren-Stift Eisenberg
- Reglerstift Erfurt
- Allerheiligenstift Erfurt
- Brunnenstift Erfurt
- Ettersburg, Chorherrenstift
- Gotha, Marienstift
- Großburschla, Chorherrenstift
- Jechaburg, Augustiner-Chorherrenstift
- Ohrdruf, Petersstift
- Porstendorf,  Augustiner-Chorherrenstift

### Augustiner-Chorherren  und -frauen
- Frauenbreitungen,  Augustiner-Doppelstift
- Klosterlausnitz, Augustiner-Doppelstift

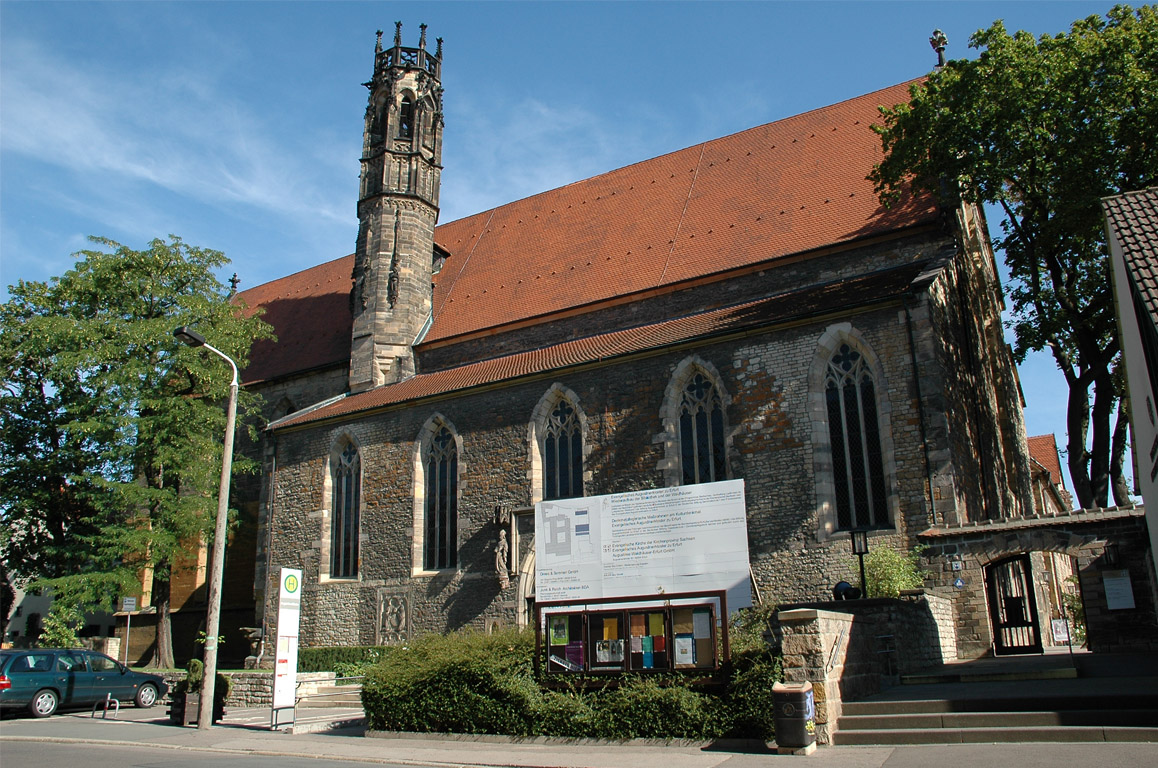
Augustinereremiten-Kloster Erfurt

### Augustiner-Eremiten
- Erfurt, Augustinerkloster
- Erfurt, Wigbertikirche (1618–1822)
- Gotha, Augustinerkirche (Gotha)
- Bad Langensalza, Augustinerkloster
- Neustadt Orla, Augustinerkloster
- Nordhausen, Augustinerkloster
- Schmalkalden, Augustinerkloster

### Benediktiner

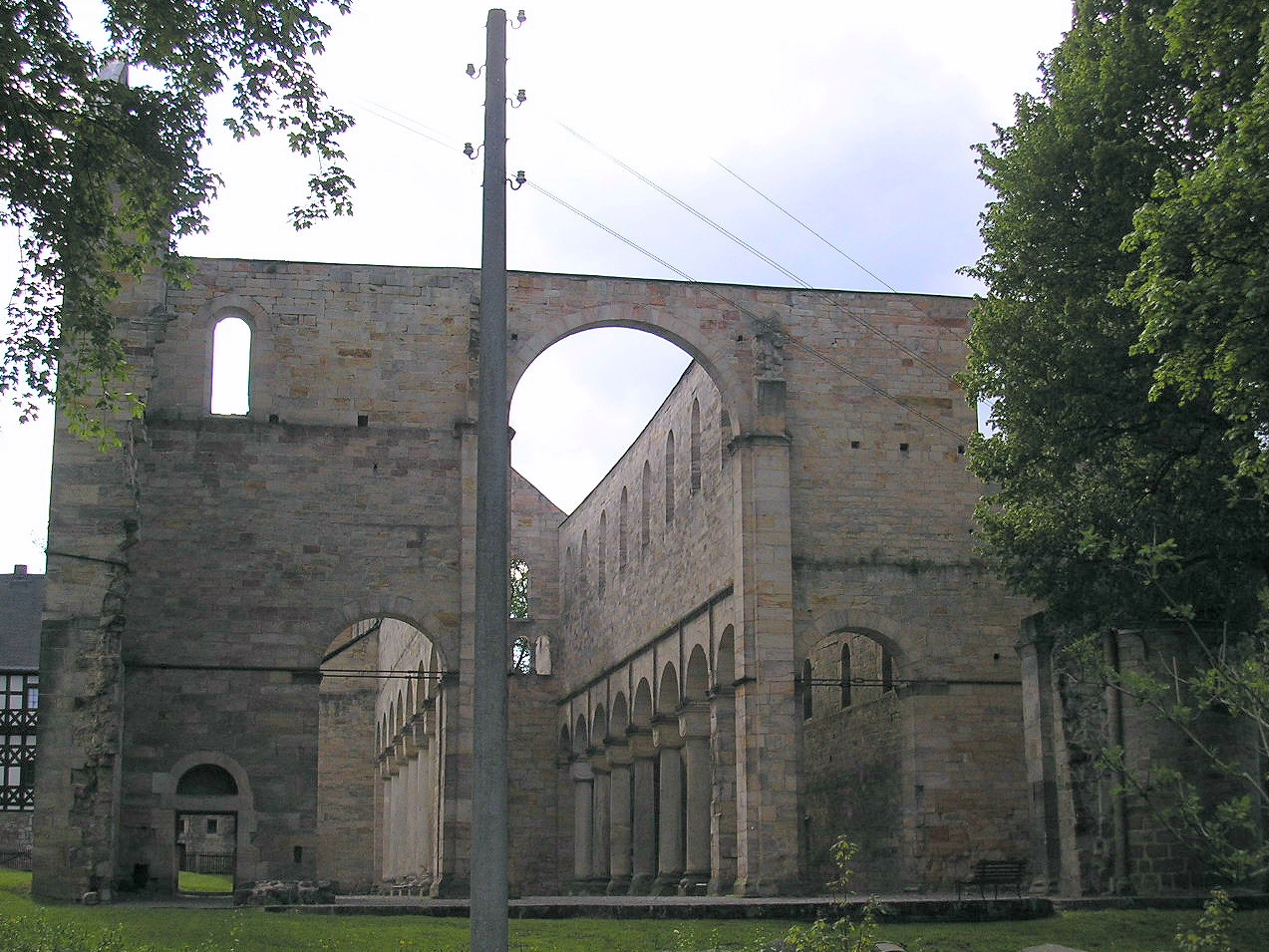
Klosterruine Paulinzella

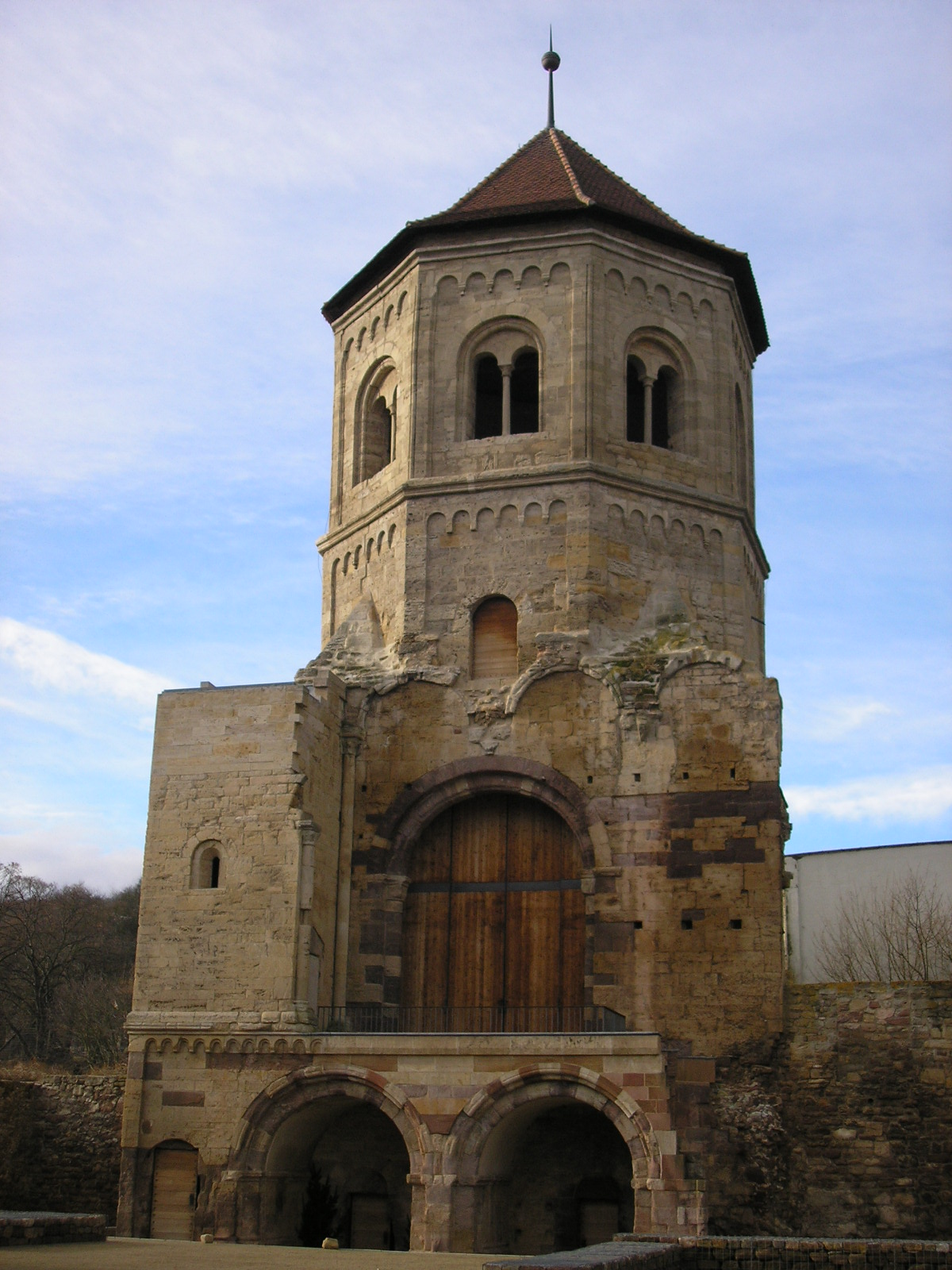
Klosterruine Göllingen

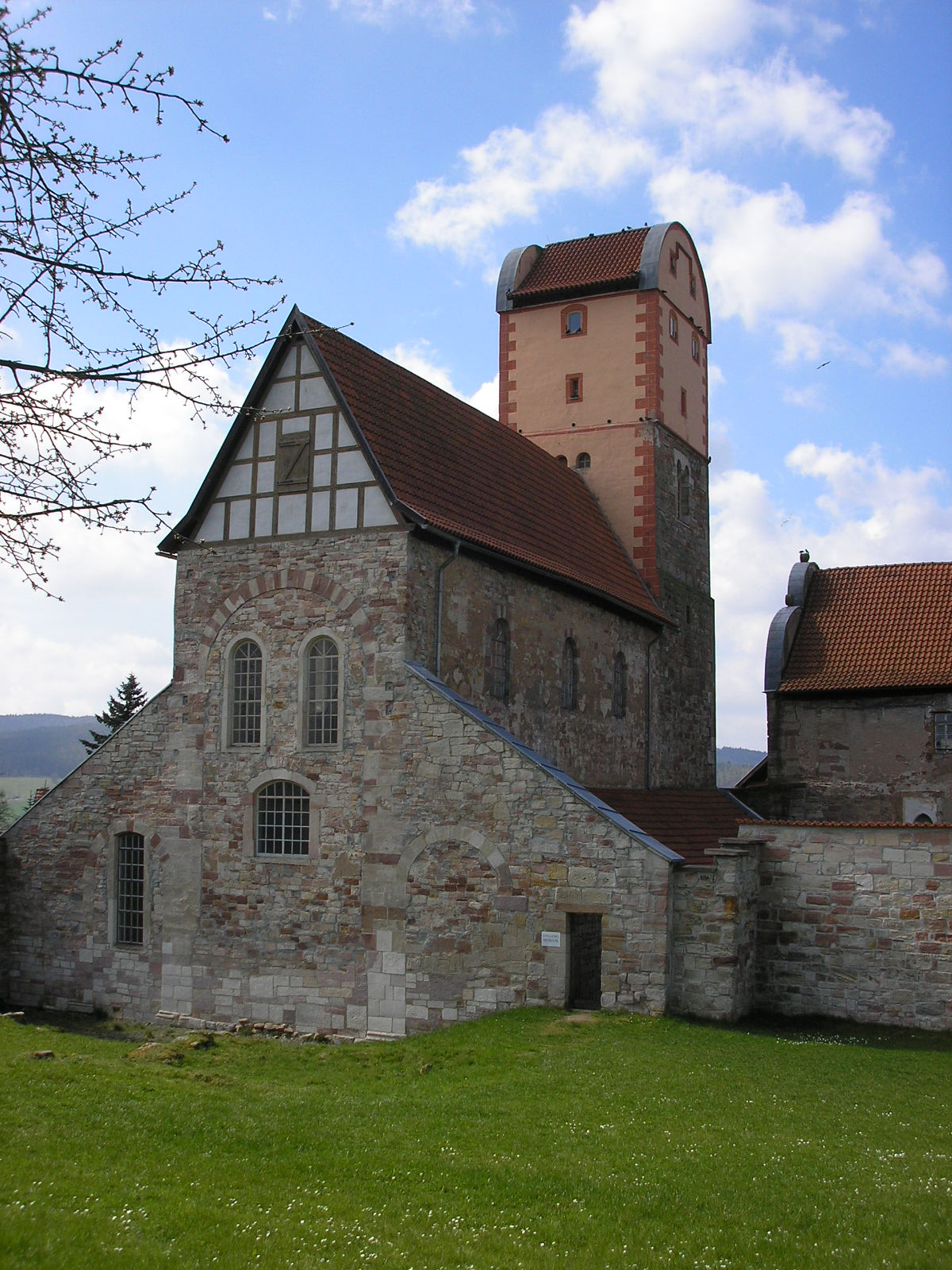
Herrenbreitungen

- Bürgel, Kloster Bürgel Benediktinerkloster
- Creuzburg, Benediktinerkloster
- Dietenborn bei Ebeleben, Benediktinerpropstei
- Eisenach, Benediktinerkloster Peterskloster
- Erfurt,  Peterskloster
- Erfurt, Schottenkloster St. Jakob
- Erfurt, OT Töttelstedt, Benediktinerkloster Orphal
- Gerode, Benediktinerkloster Gerode
- Göllingen, Kloster Göllingen
- Großburschla, Benediktinerpropstei
- Herrenbreitungen, Kloster Herrenbreitungen  Benediktinerkloster
- Bad Langensalza, OT Homburg, Kloster Homburg
- Bad Berka, OT München, Benediktinerzelle
- Münchenlohra, Benediktinerkloster [?]
- Oberellen, Propstei und Wirtschaftshof des Klosters Reinhardsbrunn
- Ohrdruf, Michaelskloster
- Oldisleben, Kloster Oldisleben
- Paulinzella, Kloster Paulinzella
- Probstzella, Benediktinerpropstei
- Frankenroda, OT Propsteizella, Benediktinerpropstei Martinszell
- Reinhardsbrunn, Kloster Reinhardsbrunn
- Rohr, Kloster Rohr (Thüringen) Michaelskloster
- Saalfeld, Peterskloster
- Schkölen, Benediktinerpropstei
- Schmölln, Benediktinerkloster
- Veilsdorf, Benediktinerkloster
- Zella/Rhön, Propstei Zella (Rhön)
- Zella-Mehlis,  Zella St. Blasii – Benediktinerpropstei

### Benediktinerinnen

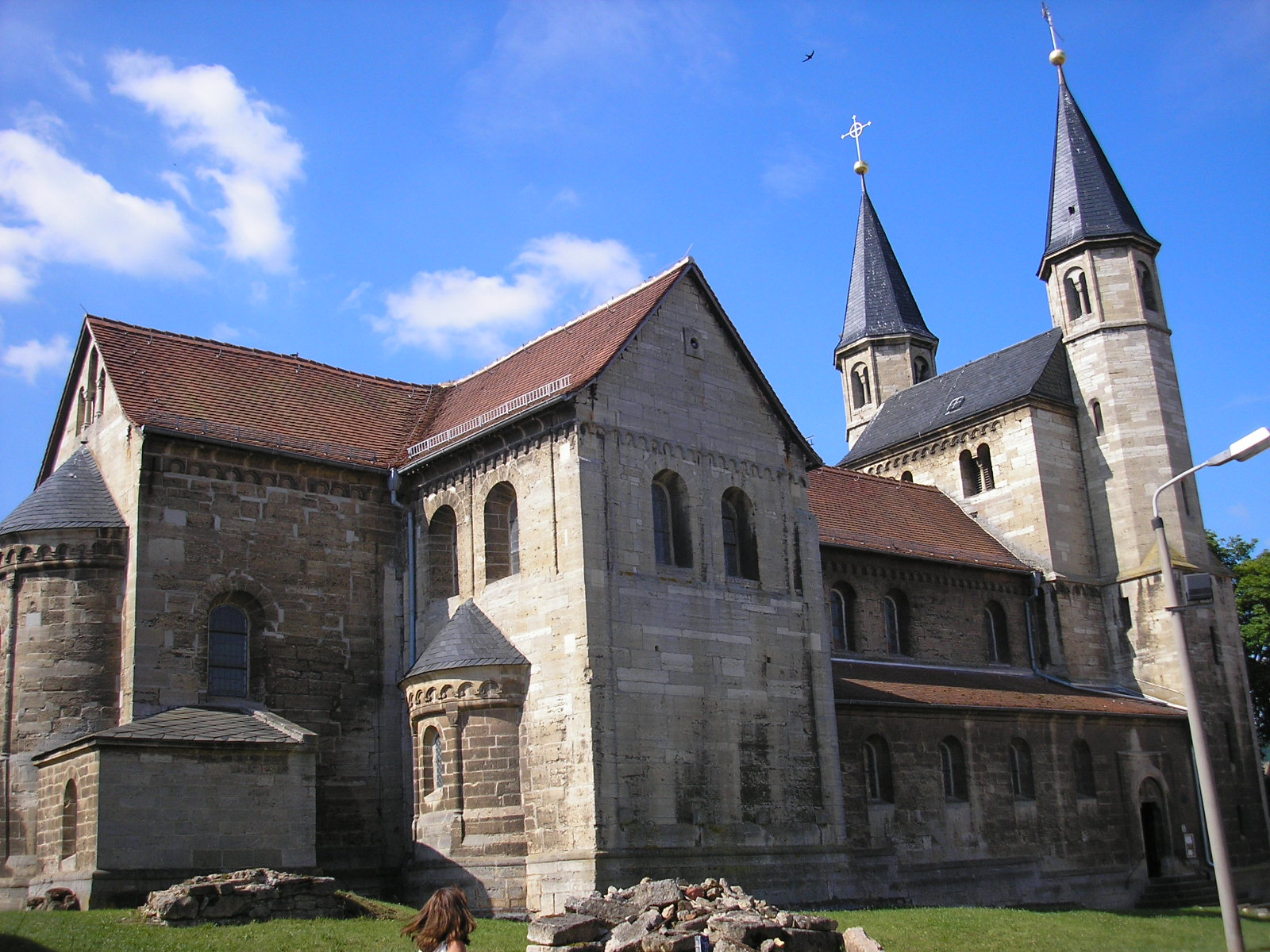
Benediktinerinnenkloster Münchenlohra

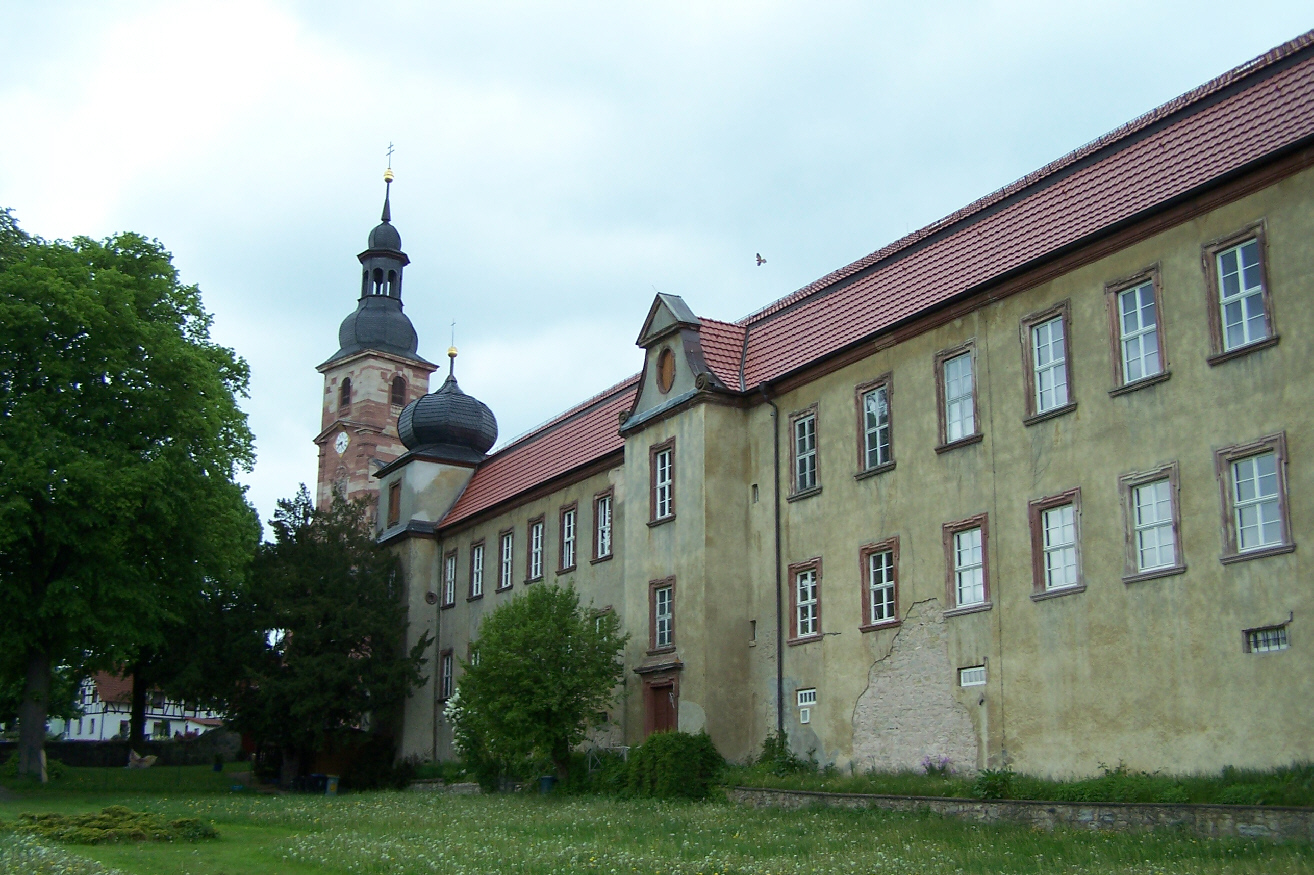
Benediktinerinnenkloster Propstei Zella (Rhön)

- Apolda, OT Heusdorf, Benediktinerinnenkloster, Kloster Heusdorf
- Arnstadt Walpurgiskloster (Arnstadt)
- Bad Langensalza, OT Kloster Homburg, Benediktinerinnenkloster
- Beichlingen,  Benediktinerinnenkloster
- Bonnrode, Benediktinerinnenkloster
- Bürgel, Benediktinerinnenkloster Bürgel
- Eisenach, Nikolaikloster
- Erfurt, Hochkloster/Cyriakuskloster, Zitadelle Cyriaksburg
- Fischbach/Rhön, Benediktinerinnenkloster [?]
- Frauenbreitungen, Benediktinerinnenkloster
- Milz Benediktinerinnenkloster
- Münchenlohra, Benediktinerinnenkloster St. Gangolf
- Ottenhausen,   Benediktinerinnenkloster
- Rohr, Nonnenkloster St. Johannis
- Schmölln, Benediktinerinnenkloster
- Seega, Benediktinerinnenkloster
- Veilsdorf, Benediktinerinnenkloster Kloster Veilsdorf
- Zella/Rhön, Benediktinerinnenkloster und spätere Propstei Zella
- Kloster Zella (Eichsfeld), Benediktinerinnenkloster

### Benediktiner und  Benediktinerinnen

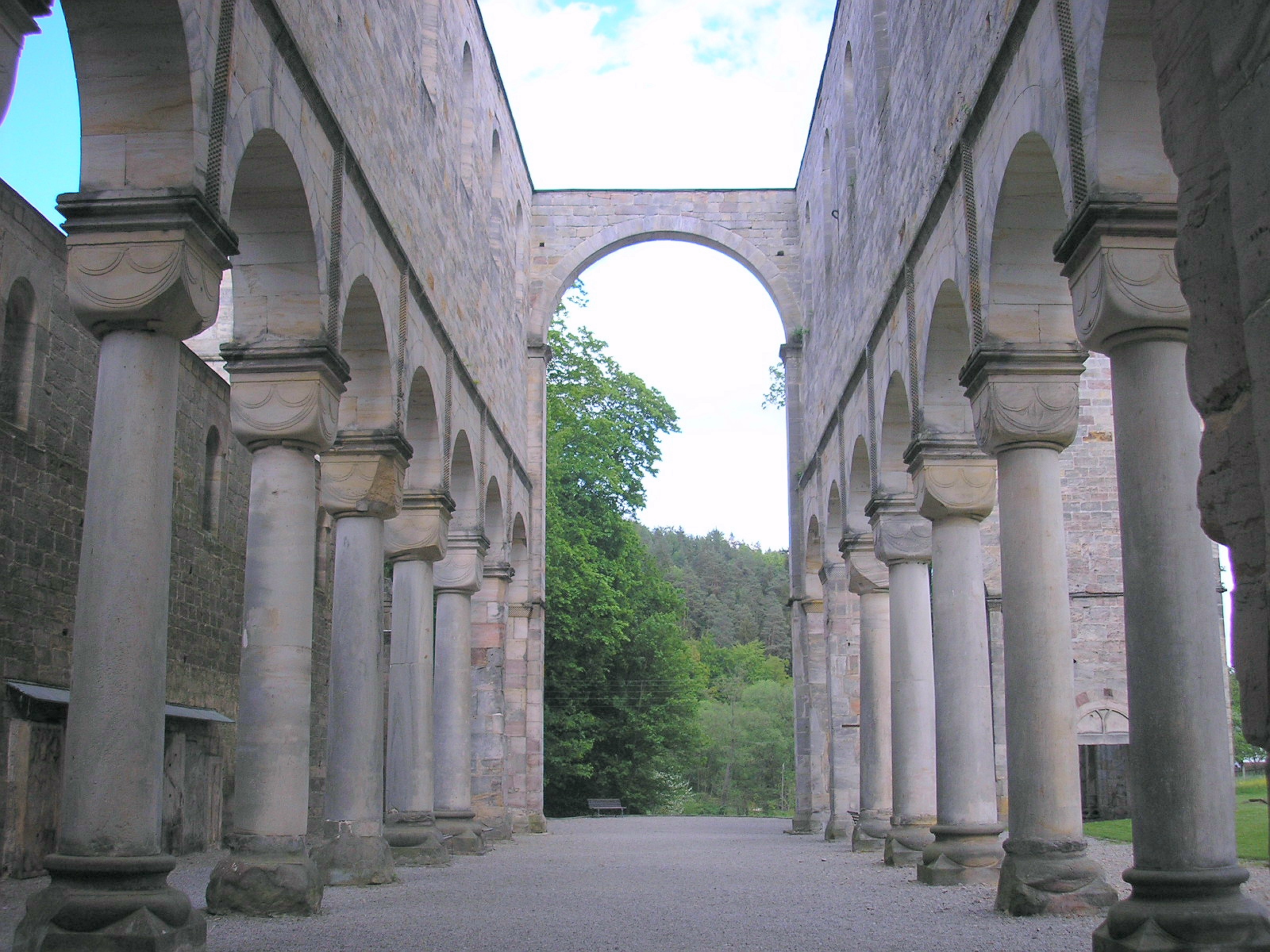
Paulinzella

- Paulinzella, Benediktinerdoppelkloster, Kloster Paulinzella

### Deutscher Orden
- Altenburg, Deutschordenskommende
- Erfurt, Deutschordenshaus
- Griefstedt, Deutschordenskommende
- Liebstedt, Deutschordenskommende
- Mühlhausen, Deutscher Orden

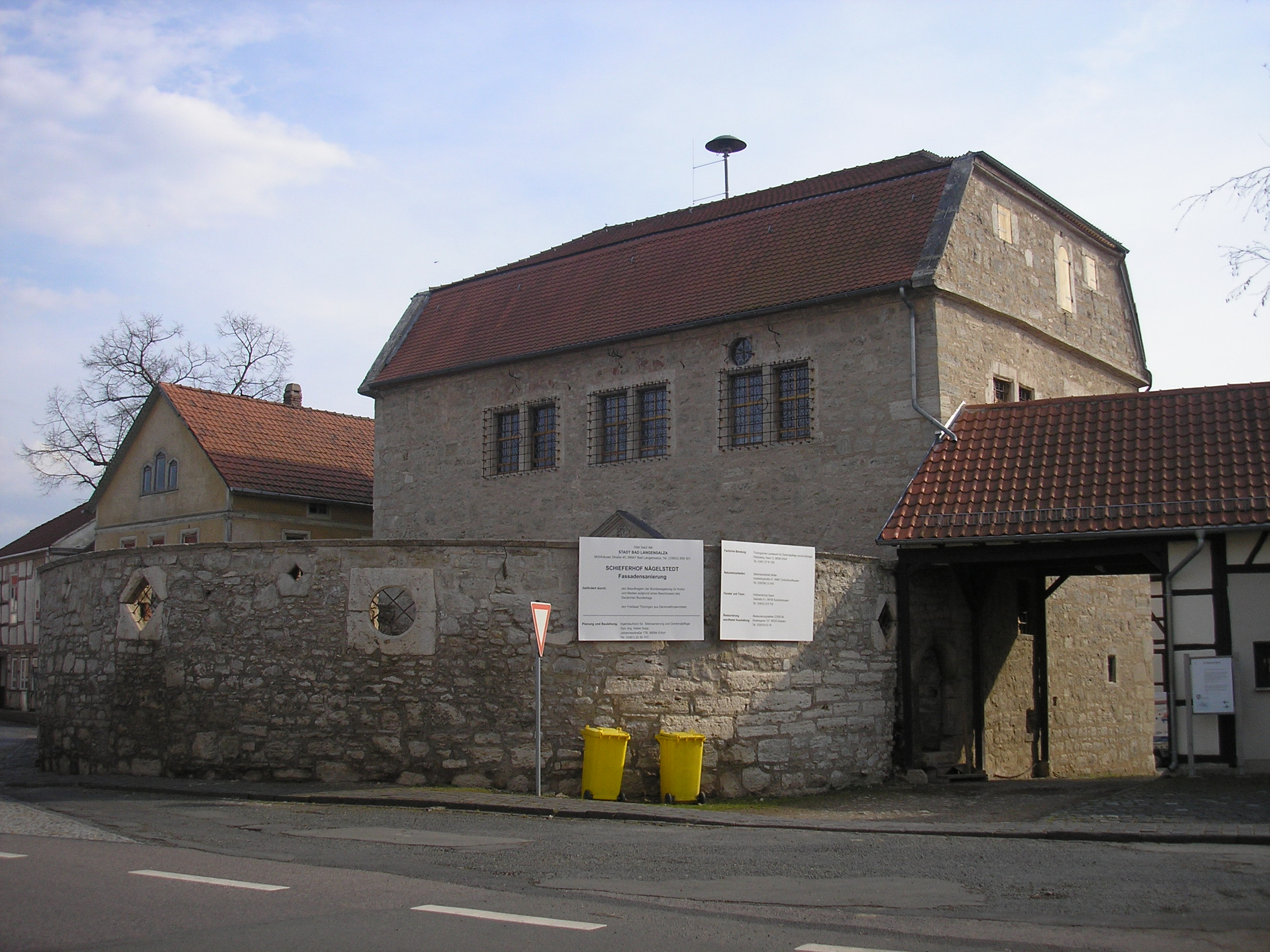
Der Schieferhof in Nägelstädt

- Nägelstedt, Deutschordenskommende Schieferhof
- Nordhausen, Deutschordenskommende
- Neuengönna, OT Porstendorf, Deutschordenskommende
- Saalfeld, Deutschordenskommende
- Schleiz, Deutschordenskommende
- Tanna, Besitz des Deutschen Ordens
- Großvargula, Besitz einer Deutschordenskommende
- Weimar Besitz des Deutschen Ordens
- Zwätzen, Deutschordenskommende

### Dominikaner

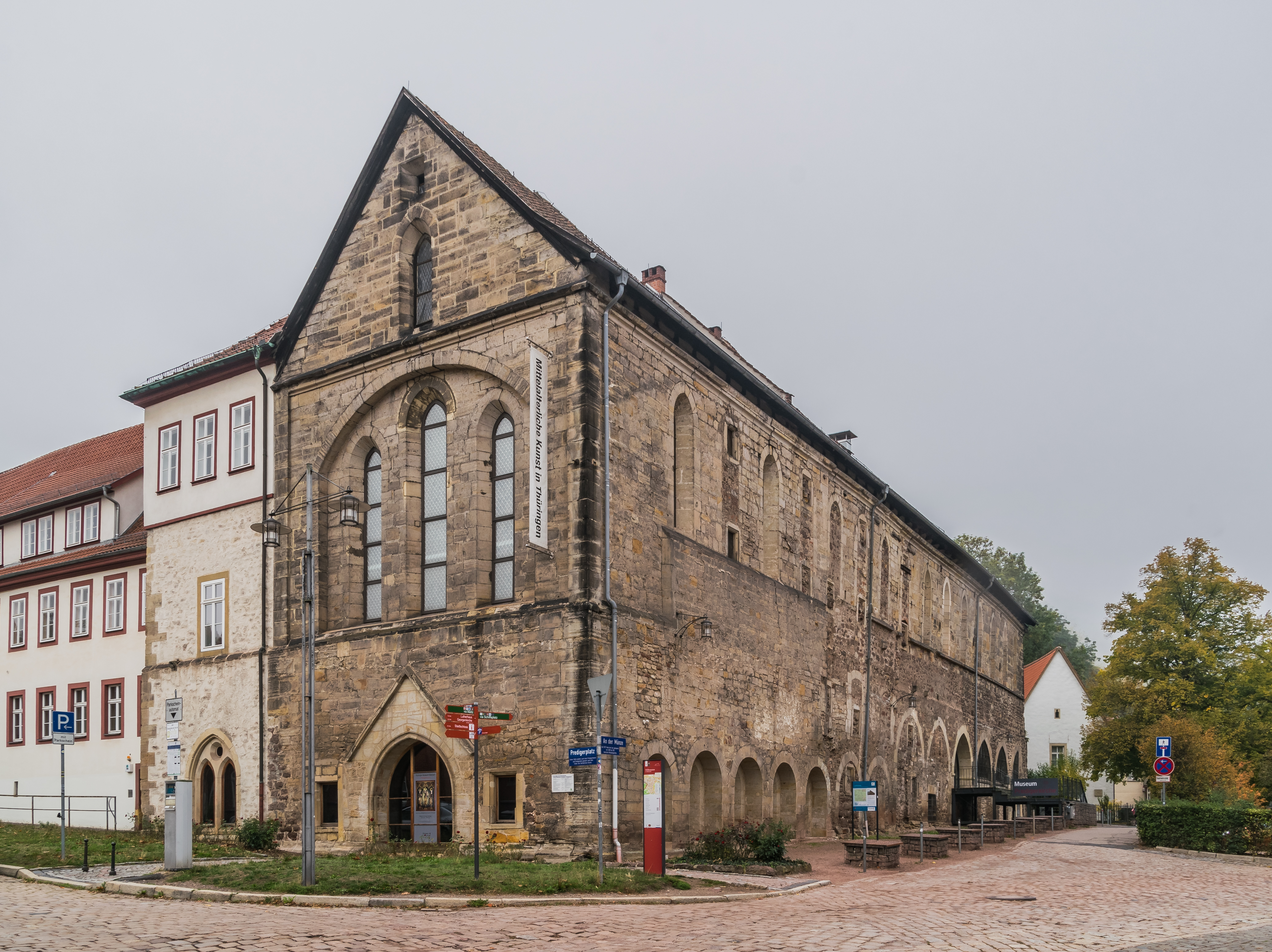
Sog. Predigerkloster in Eisenach

- Eisenach, Dominikanerkloster / Predigerkirche
- Erfurt, Predigerkirche Erfurt
- Jena, Dominikanerkloster / Kollegienkirche
- Leutenberg, Dominikanerkloster
- Mühlhausen/Thüringen, Dominikanerkloster
- Nordhausen, Dominikanerkloster

### Dominikanerinnen

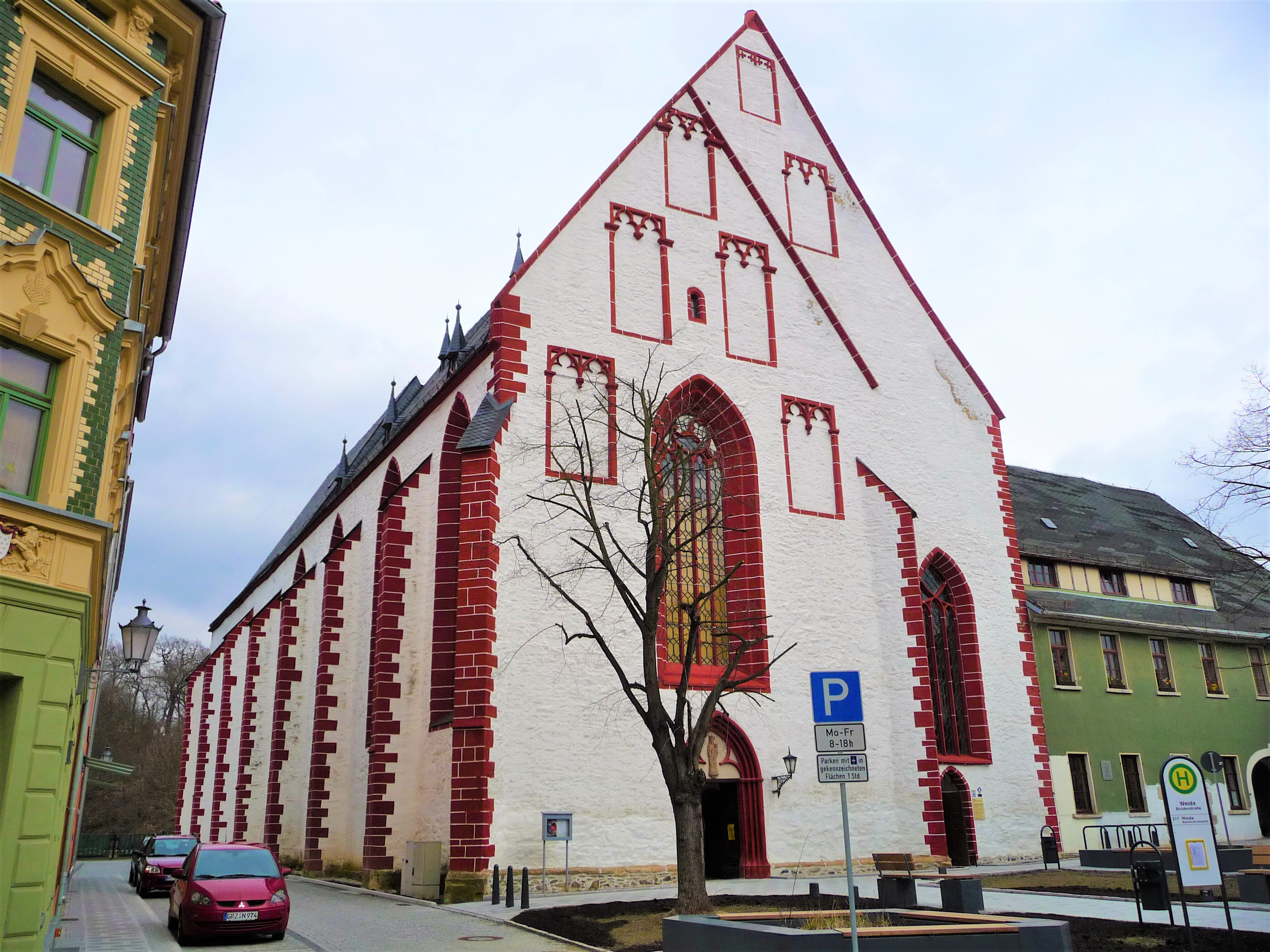
Die St.-Marien-Kirche in Weida

- Cronschwitz, Dominikanerinnenkloster Kloster Cronschwitz
- Weida, Dominikanerinnenkloster St. Marien

### Franziskaner
- Altenburg, Franziskanerkloster

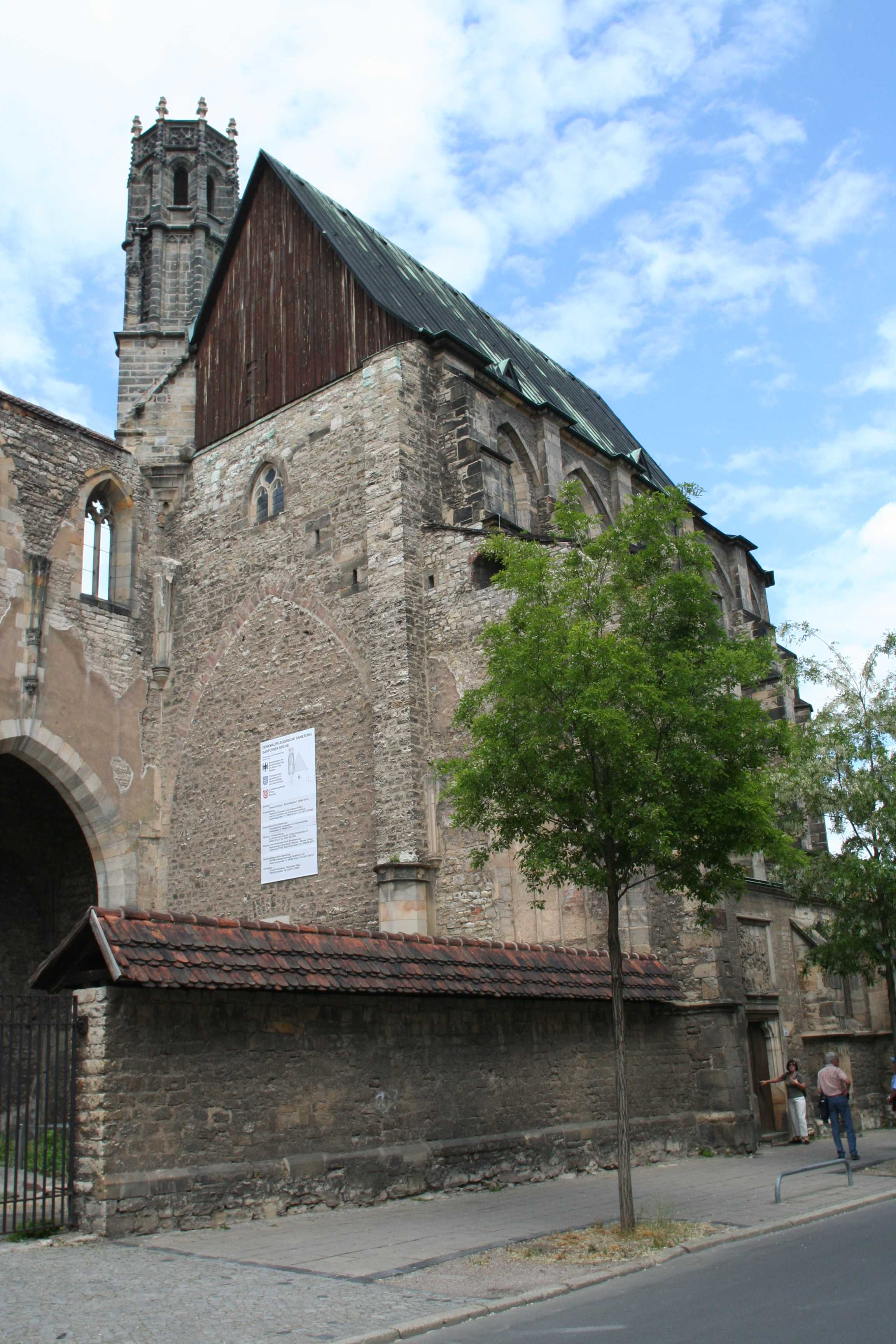
Sogen. Barfüßerkirche der Franziskaner in Erfurt

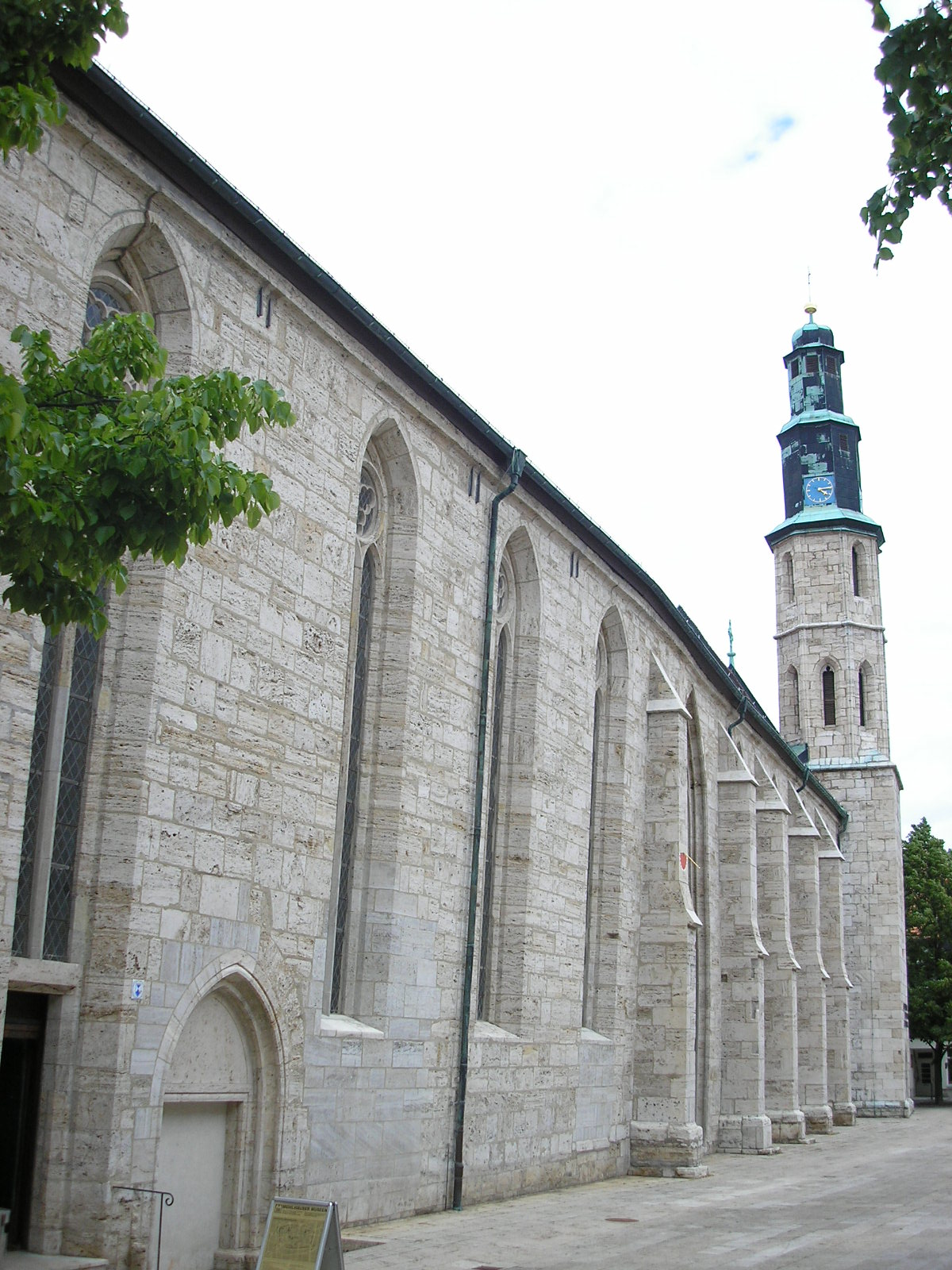
Sogen. Kornmarktkirche der Franziskaner in Mühlhausen

- Arnstadt, Barfüßerkloster (Oberkirche)
- Dermbach, Franziskanerkloster
- Dingelstädt, Franziskanerkloster Kerbscher Berg
- Eisenach, Franziskanerkloster Elisabethenzell (unterhalb der Wartburg)
- Eisenach, Franziskanerkloster St.Paul
- Erfurt, Barfüßerkloster
- Gotha,  Franziskanerkloster
- Hülfensberg, Franziskanerkloster Hülfensberg
- Bad Langensalza, Franziskanerkloster
- Meiningen, Franziskanerkloster Meiningen
- Mellenbach, Franziskanerkloster
- Mühlhausen/Thüringen, Franziskanerkloster, Kornmarktkirche
- Nordhausen, Franziskanerkloster
- Saalfeld, Franziskanerkloster
- Schleusingen, Franziskanerkloster
- Weida, Franziskanerkloster, heutige Stadtkirche
- Weimar, Franziskanerkloster
- Worbis, Franziskanerkloster, Antoniuskirche

### Jesuiten
- Erfurt, Jesuitenkolleg Erfurt
- Heilbad Heiligenstadt, Jesuitenkolleg

### Johanniter

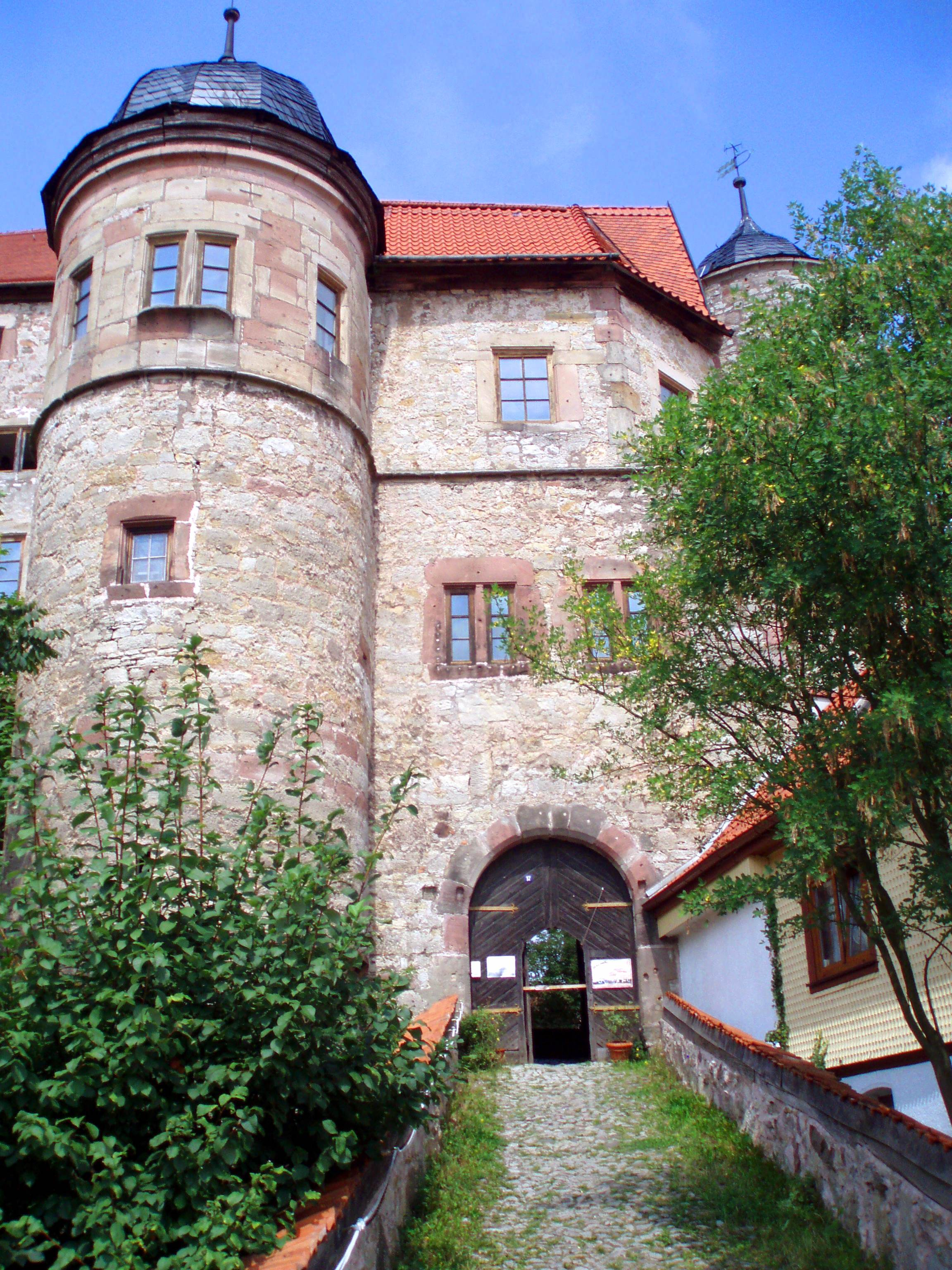
Johanniterburg Kühndorf

- Johanniterkommende Erfurt, Johanniterkommende
- Gotha, Johanniterkommende, vor 1492 Lazaritenkommende
- Kühndorf, Johanniterkommende
- Kommende Kutzleben, vor 1312 Templerkommende
- Nordhausen, vor 1312 Templerkommende
- Johanniterkommende Schleusingen, Johanniterkommende
- Kommende Topfstedt, Johanniterkommende, vor 1312 Templerkommende
- Weißensee, Johanniterkommende

### Karmeliter
- Jena, Karmeliterkloster
- Ohrdruf, Karmelitenkloster
- Pößneck, Karmeliterkloster
- Karmelitinnenkloster St. Teresa Weimar-Schöndorf

### Kartäuser
- Eisenach, Kartause Eisenach
- Erfurt, Kartäuserkloster Erfurt

### Lazarus-Orden
- Kommende Breitenbich, Lazaritenkommende
- Kommende Braunsroda, Lazaritenkommende
- Gotha, Lazaritenkommende
- Floh-Seligenthal, OT Nesselhof, Lazaritenkommende zu St.Nikolaus
- Kommende Wackenhausen (heute Wackenhof), Lazaritenhaus

### Magdalenerinnen
- Altenburg, Magdalenenstift

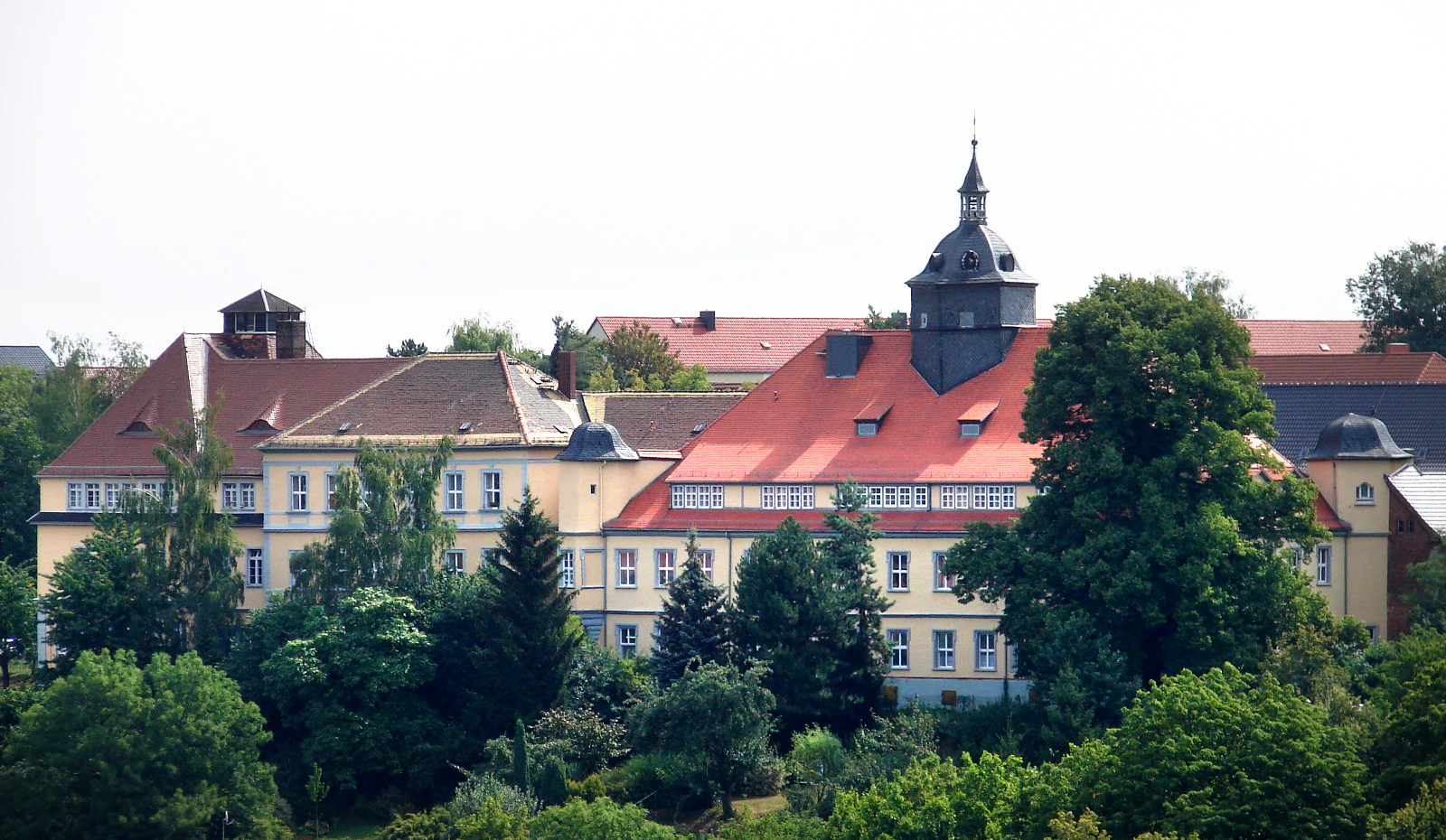
Magdalenenstift Altenburg

- Wünschendorf/Elster, OT Cronschwitz, Nonnenkloster
- Erfurt, Magdalenerinnenkloster
- Bad Langensalza, Weißfrauenkloster
- Mühlhausen, Brückenkloster
- Schlotheim, Magdalenerinnenkloster
- Weida, Magdalenenkloster

### Prämonstratenser

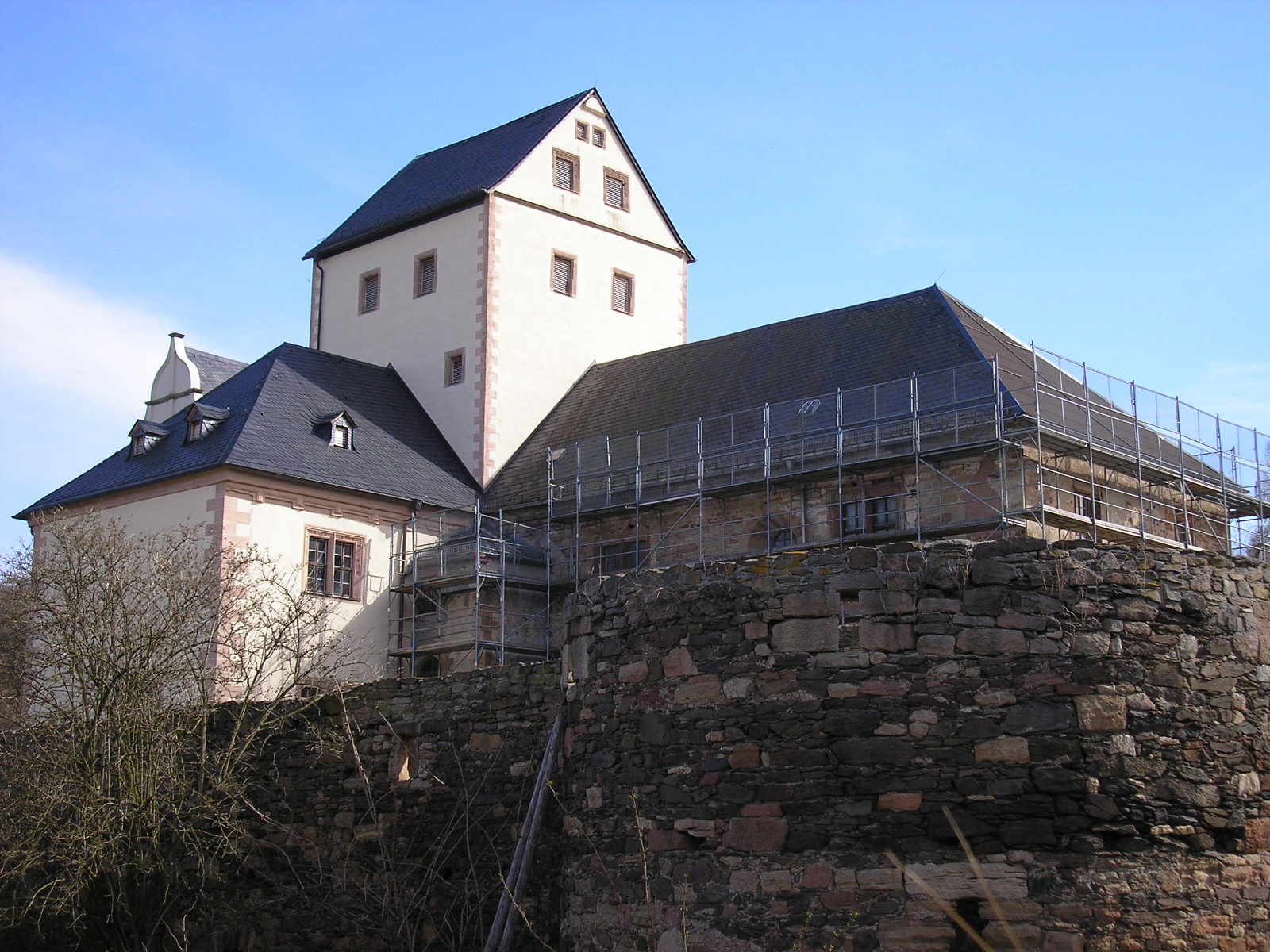
Prämonstratenserkloster Mildenfurth

- Ilfeld, Prämonstratenserstift Kloster Ilfeld
- Wünschendorf/Elster, Prämonstratenserstift  Kloster Mildenfurth
- Kloster Veßra, Prämonstratenserstift

### Prämonstratenserinnen

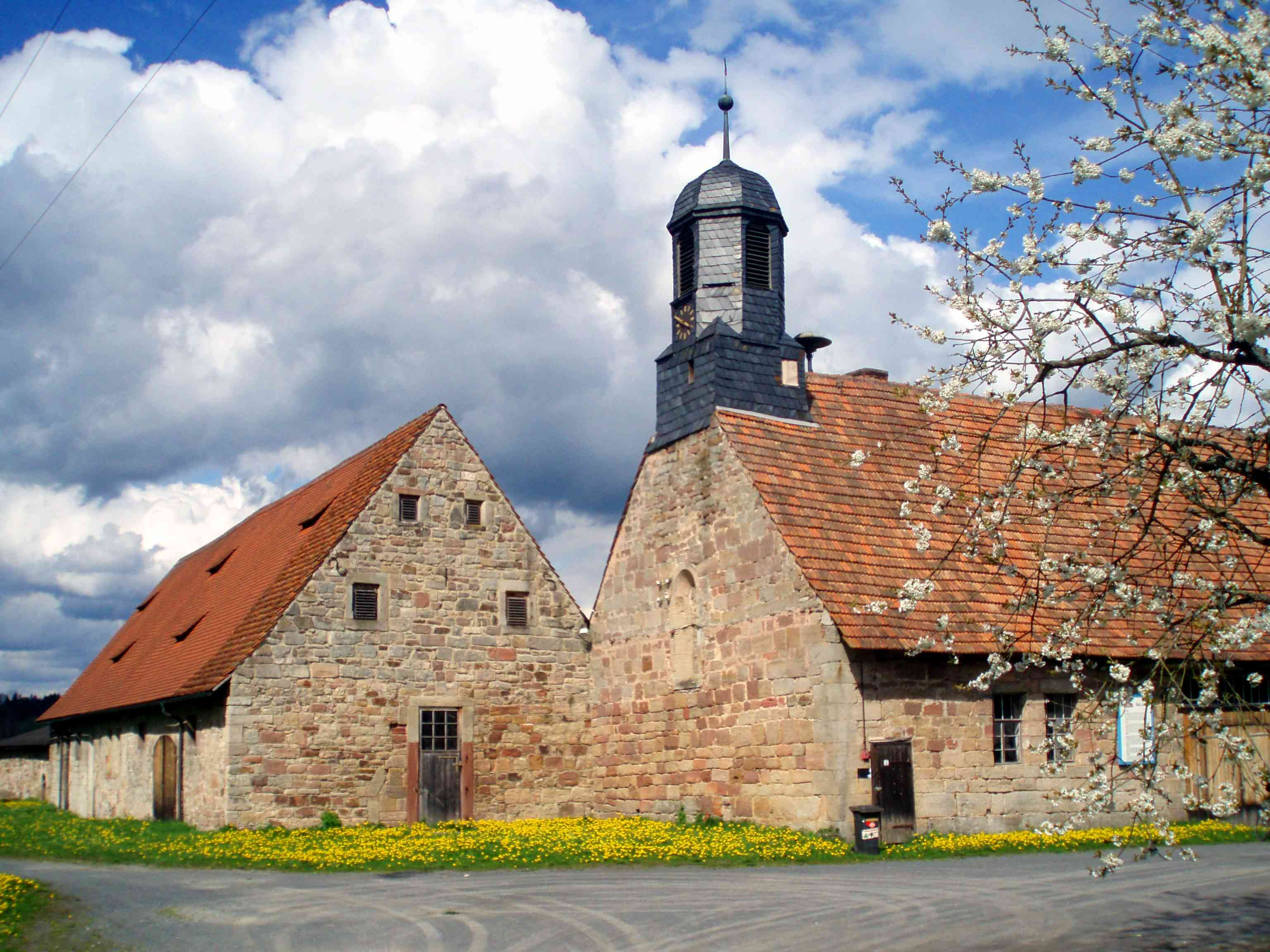
Prämonstratenserinnen-Kloster Trostadt

- Frauenbreitungen, Prämonstratenserinnenstift
- Frauenwald, Prämonstratenserinnenpropstei
- Kloster Veßra, OT Trostadt, Prämonstratenserinnenstift Trostadt

### Prämonstratenser und  Prämonstratenserinnen
- Frauenbreitungen, Prämonstratenserdoppelstift Breitungen
- Kloster Veßra, Prämonstratenserdoppelstift Veßra

### Templerorden
- Nordhausen, Komturhof Am Hagen
- Sollstedt, Komturhof Utterode

### Serviten
- Erfurt, Servitenkloster

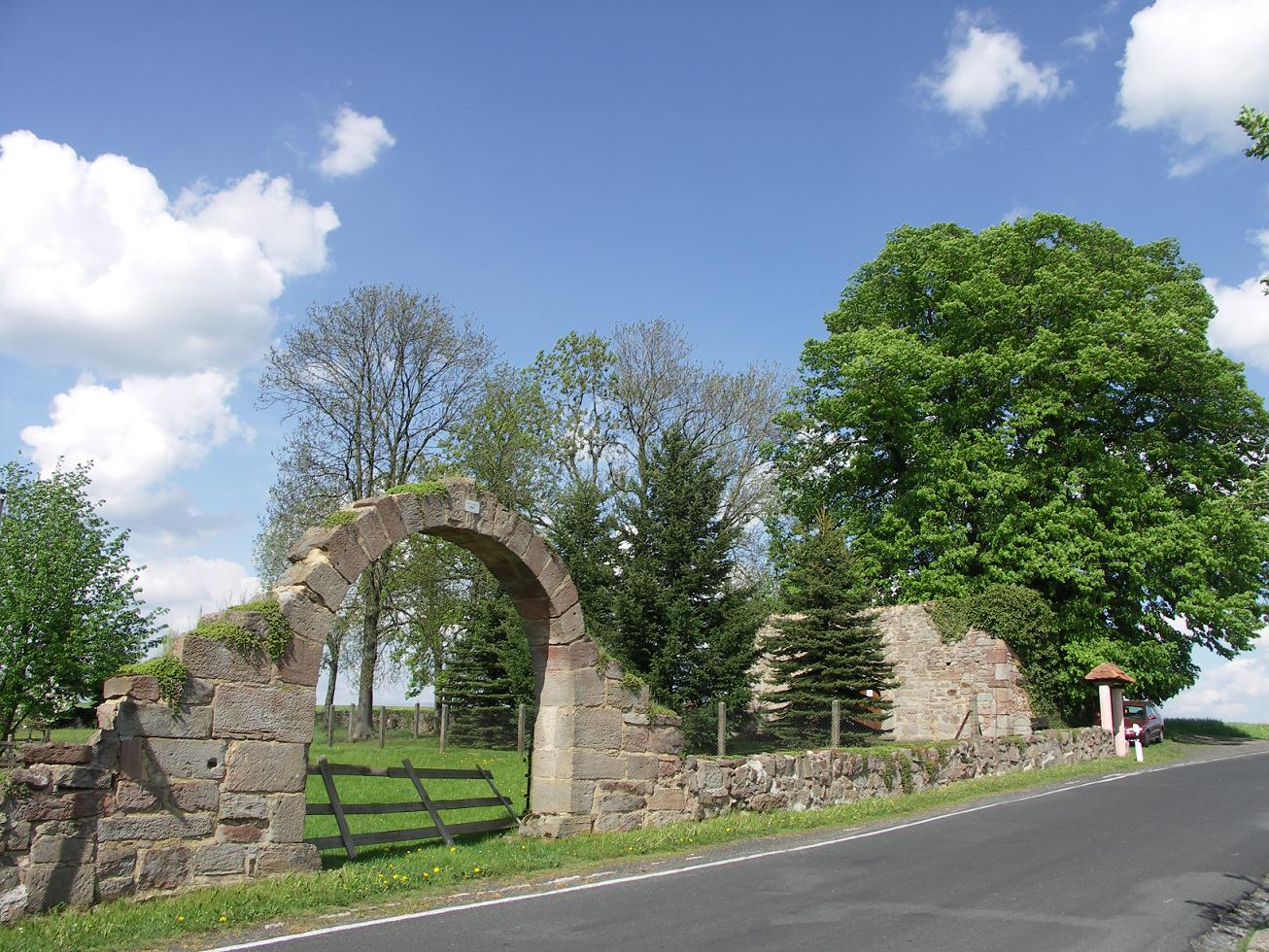
Serviten-Klosterruine Mariengart

- Wölferbütt, OT Mariengart, Servitenkloster (ab 1368 Außenstelle von Vacha)
- Nordhausen, Kloster Himmelgarten
- Oßmannstedt, Servitenkloster
- Vacha, Servitenkloster (1368 verlagert von Mariengart)

### Ursulinen
- Erfurt, Ursulinenkloster Erfurt

### Wilhelmiten
- Gräfentonna, Wilhelmitenkloster
- Mülverstedt, Wilhelmitenkloster
- Orlamünde, Wilhelmitenkloster

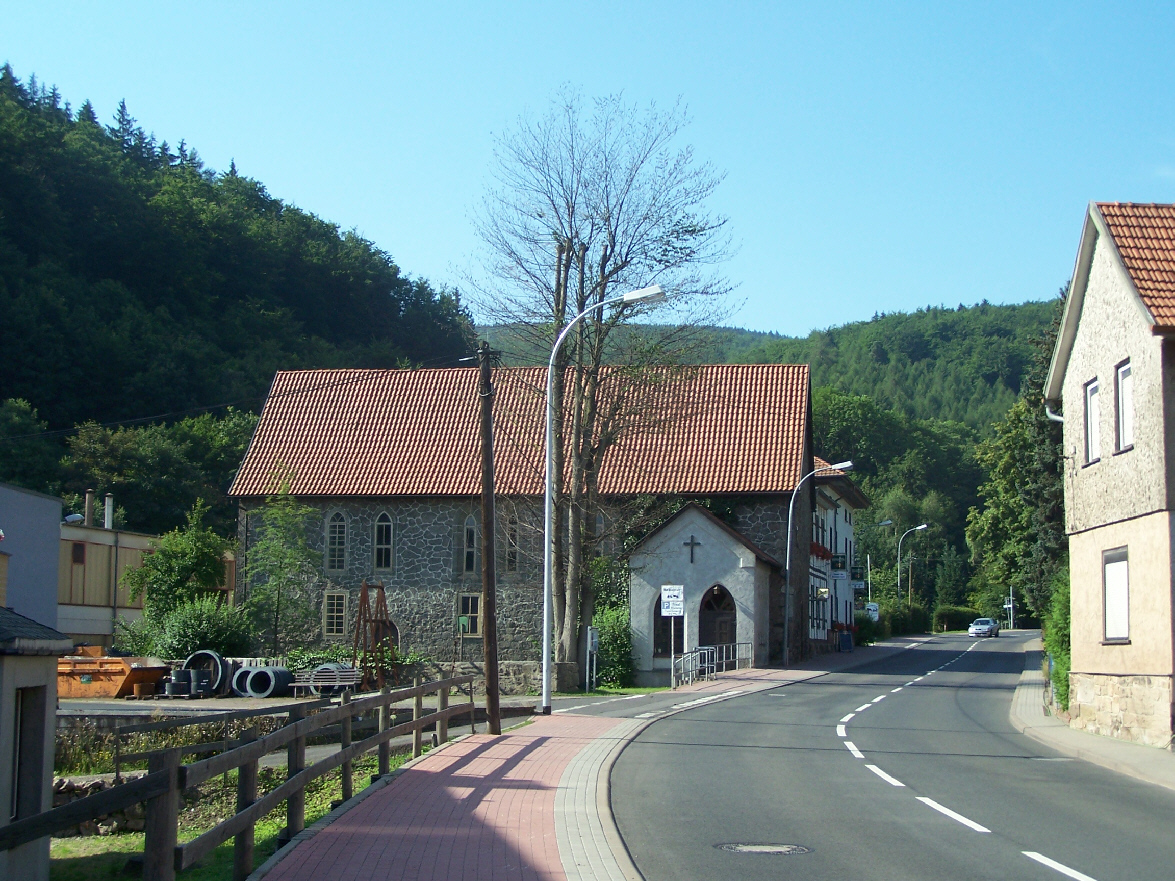
Wilhelmiten-Kloster Weißenborn

- Hümpfershausen, OT Sinnershausen, Kloster Rosenthal
- Wasungen, Wilhelmitenkloster
- Ruhla, OT Thal, Kloster Weißenborn, Wilhelmitenkloster

### Zisterzienser
- Eisenach, Priorat Johannistal
- Georgenthal, Zisterzienserkloster Georgenthal
- Rosa, Zisterzienserpropstei Georgenzell
- Reifenstein, Zisterzienserkloster Reifenstein
- Schmölln, Zisterzienserkloster
- Volkenroda, Kloster Volkenroda, Zisterzienserkloster

### Zisterzienserinnen
- Bachra, Kloster Bachra
- Bad Berka, Kloster Berka
- Bad Salzungen, Kloster Allendorf

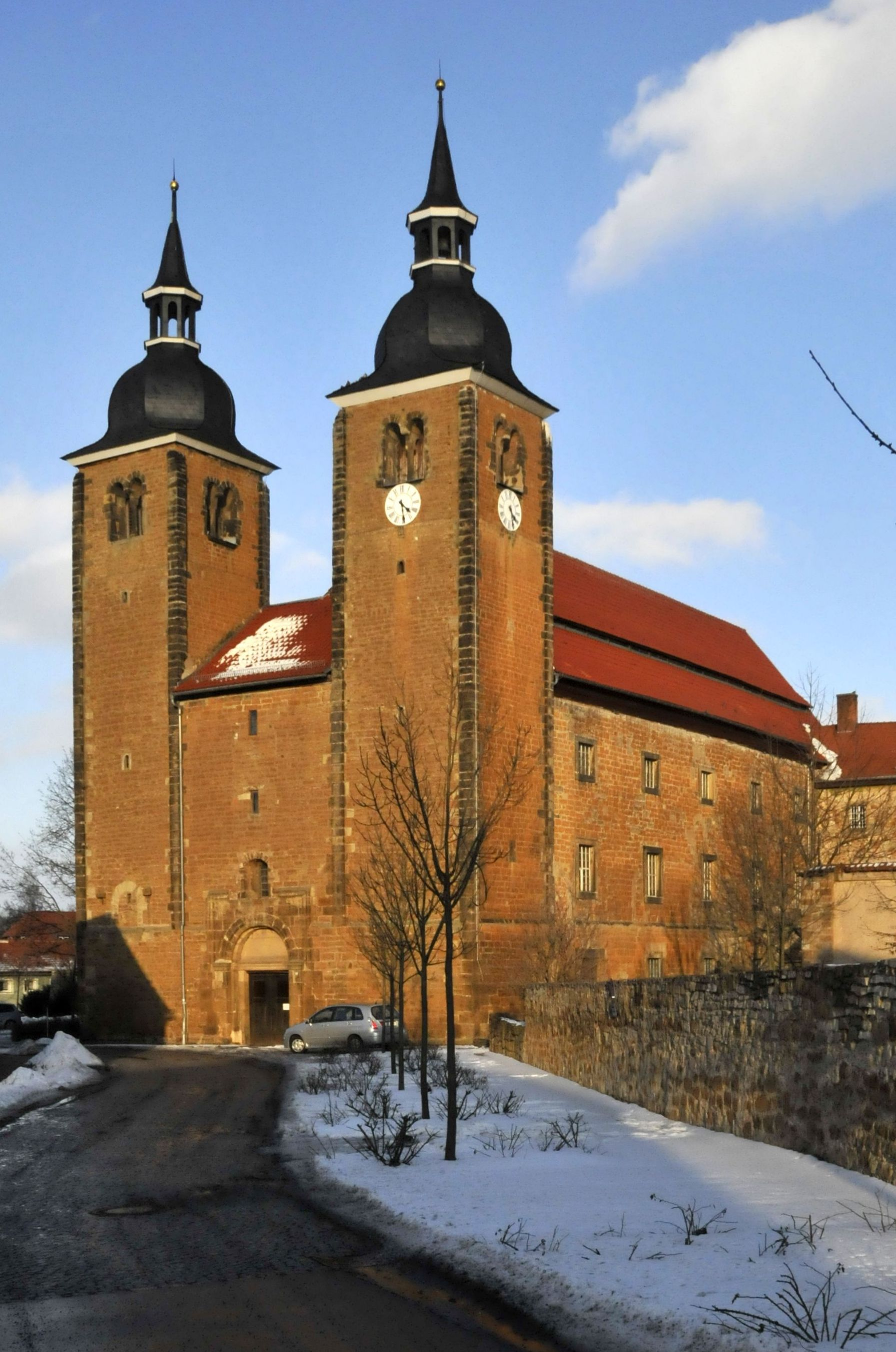
Kloster Ichtershausen

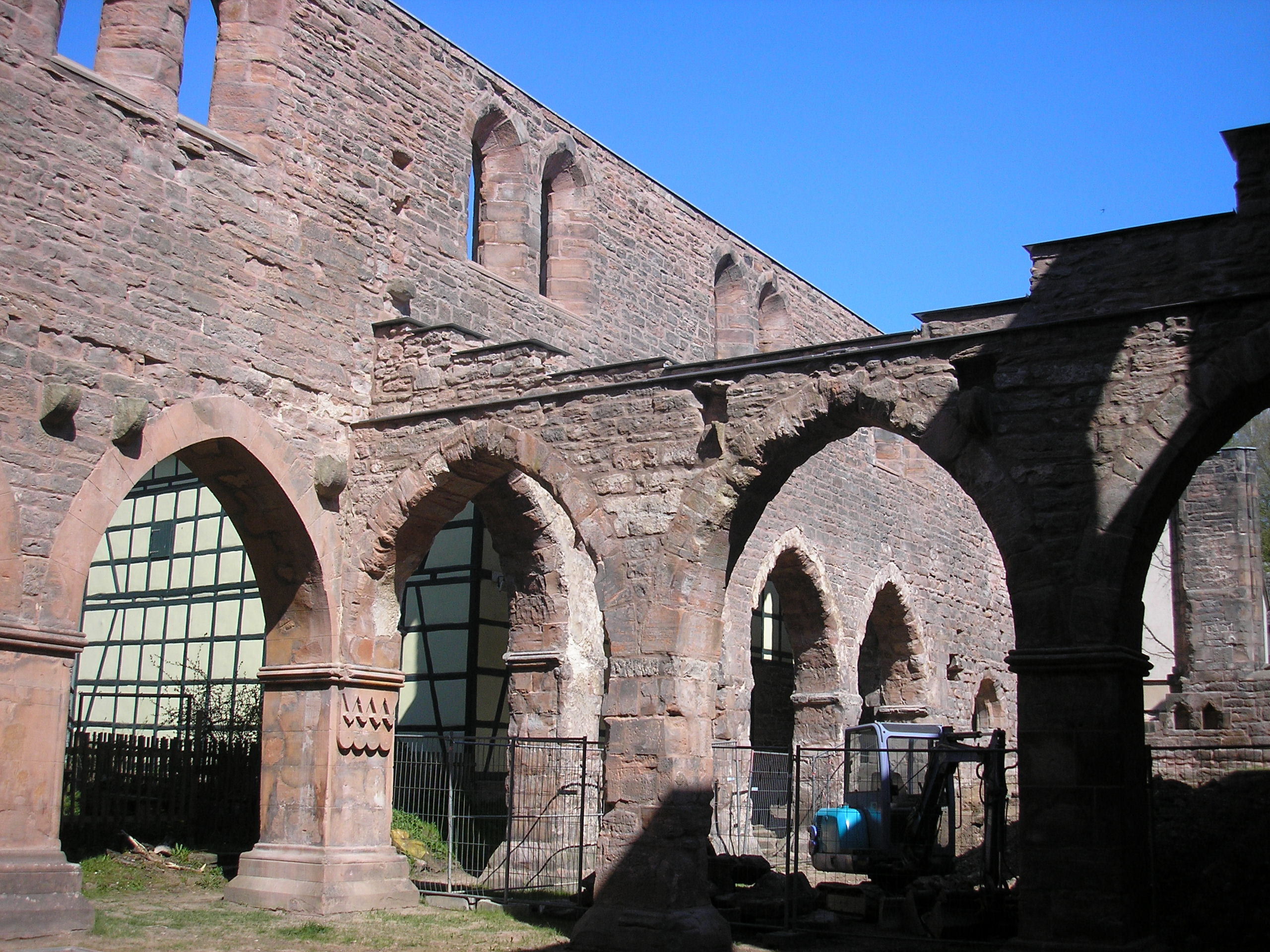
Klosterkirche in Stadtroda

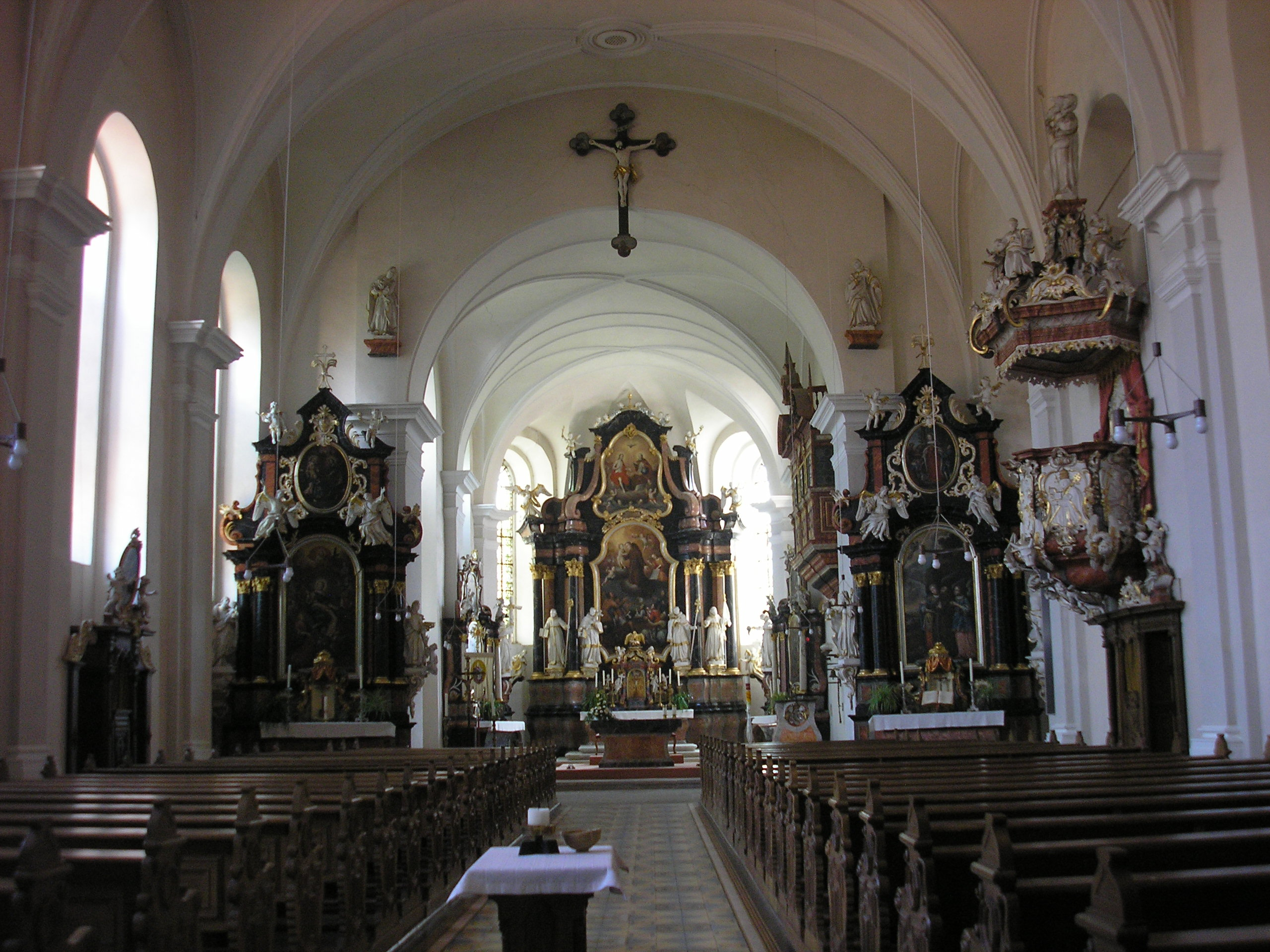
Klosterkirche in Worbis

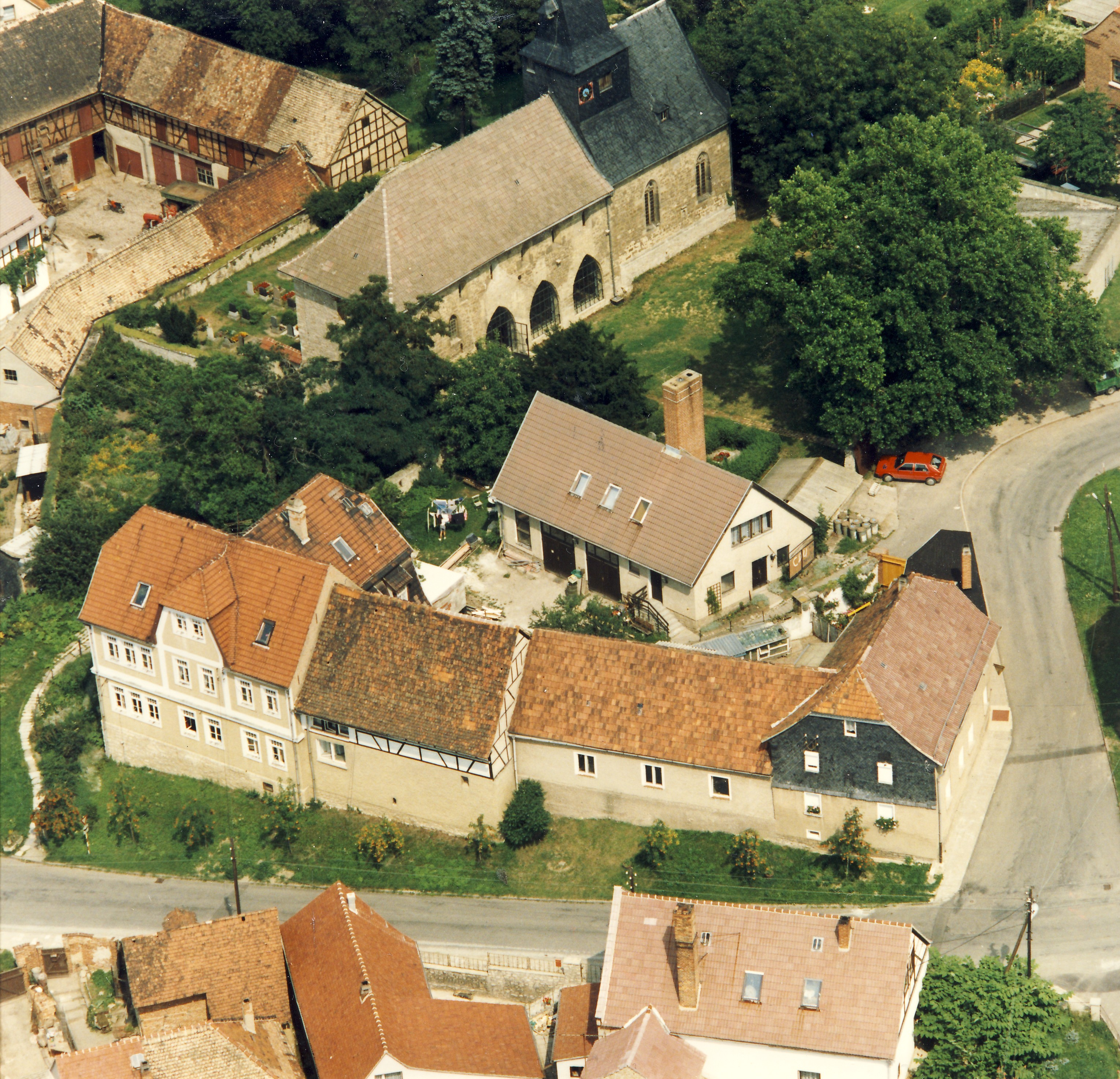
Klosterkirche Kapellendorf

- Beuren (Eichsfeld), Zisterzienserinnenkloster
- Bischofferode bei Woffleben, Zisterzienserinnenkloster
- Dingelstädt, Kloster Anrode, Zisterzienserinnenkloster
- Dingelstädt, Kloster Breitenbich, Zisterzienserinnenkloster
- Döllstädt, Kloster Döllstädt
- Donndorf, Kloster Donndorf
- Eisenach, Katharinenkloster
- Eisenberg, Zisterzienserinnenkloster
- Erfurt,  Mariengarten/St.Martini extra muros
- Bad Frankenhausen, Zisterzienserinnenkloster St. Georgii
- Frauenprießnitz, Zisterzienserinnenkloster
- Frauensee, Kloster Frauensee
- Gotha, Kreuzkloster, Augustinerkirche (Gotha)
- Ballhausen, OT Großballhausen, Zisterzienserinnenkloster
- Großfurra, Zisterzienserinnenkloster
- Ichtershausen, Zisterzienserinnenkloster, Klosterkirche Ichtershausen
- Jena, Michaeliskloster
- Kapellendorf, Zisterzienserinnenkloster
- Kölleda, Zisterzienserinnenkloster
- Kloster Marksußra, Zisterzienserinnenkloster
- Mühlhausen/Thüringen, Zisterzienserinnenkloster
- München (1241–1248) und Bad Berka (1248–1525), Zisterzienserinnenkloster: Kloster Berka
- Nikolausrieth Kloster auf dem Rodeberg
- Kloster Altendorf (Nordhausen), Zisterzienserinnenkloster im Altendorf
- Nordhausen, Zisterzienserinnenkloster am Frauenberg (Neuwerk)
- Weimar, OT Kloster Oberweimar, Zisterzienserinnenkloster
- Petersberg, Zisterzienserinnenkloster
- Roßleben,  Zisterzienserinnenkloster Roßleben
- Saalburg-Ebersdorf, OT Saalburg, Nonnenkloster Zum heiligen Kreuz
- Saalfeld, Zisterzienserinnenkloster
- Sondershausen, Kloster Dietenborn
- Stadtilm, Zisterzienserinnenkloster
- Stadtroda, Zisterzienserinnenkloster Roda
- Teistungen, Zisterzienserinnenkloster Teistungenburg
- Triptis, Zisterzienserinnenkloster
- Worbis, Zisterzienserinnenkloster

### Evangelische Klöster und Kommunitäten
- Evangelisches Augustinerkloster Erfurt, Kommunität Casteller Ring, 1996–2011